# Escándalo de aportantes electorales de Argentina de 2018
El escándalo de los aportantes truchos de Cambiemos, también conocido como el escándalo de aportantes electorales de Argentina de 2018,  se refiere a un suceso político conocido en julio de 2018 y la respectiva causa judicial que de él deriva. El caso involucró a la entonces coalición gobernante Cambiemos, en relación a los aportes privados para las elecciones presidenciales de 2015 y las legislativas de 2017.

## Antecedentes
La información fue difundida a partir de una investigación del periodista Juan Amorín y publicada por el sitio El Destape el 18 de junio de 2018, en la que se describen presuntas irregularidades en la financiación de la campaña electoral legislativa de 2017 en la provincia de Buenos Aires. Investigaciones posteriores extendieron la denuncia a la campaña previa a las presidenciales de 2015 y a otras provincias del país.
Tras ello los números de la última campaña de Cambiemos quedaron bajo la lupa por los falsos aportantes, pero la mayor cantidad de fondos que manejó el oficialismo durante 2017 no pasaron por el balance electoral. El Pro, -como partido político-, recibió aportes por $155 millones, más del doble de lo recaudado para la campaña en la provincia de Buenos Aires. La lista de aportantes al Pro combina a 100 grandes empresarios y compañías que aportaron entre $500.000 y $3 millones y que sumaban 130 millones. Además aparecían otros 1400 donantes, más pequeños, que suman 20 millones, integrados por funcionarios, empleados públicos, personas en relación de dependencia, monotributistas y hasta algunos jubilados. En muchos casos, figuran dos o más ejecutivos de una misma empresa, aunque en los papeles aparecen como donaciones.
Según el informe María Eugenia Vidal, gobernadora bonaerense y presidenta provincial de la coalición, nombró a personas de su máxima confianza para conducir la campaña y de esa manera utilizar identidades de decenas de ciudadanos inscriptos en planes de ayuda social o empleados públicos para ocultar el origen verdadero de los fondos y a las personas y organizaciones que realizaron los aportes. El motivo de la investigación fue la aparición de "aportantes truchos" a la campaña de la que fueron candidatos Esteban Bullrich y Graciela Ocaña. Muchas personas que eran parte de cooperativas sociales (Argentina Trabaja y Ellas Hacen) figuran como aportantes en efectivo a la campaña de Cambiemos en la Provincia de Buenos Aires.
La investigación apuntaba a revelar el modo en que Cambiemos utilizó los nombres de beneficiarios de planes sociales para falsificar aportes a la campaña política de 2017 y afiliarlos sin su consentimiento al PRO. El empresario y excandidato del PRO en Ituzaingó Osvaldo Marasco contó que se usaron los nombres de candidatos oficialistas para “blanquear” cerca de 40 millones de pesos como “aportes privados” en 81 municipios bonaerenses. Marasco al respecto de las maniobras dijo: "El 100% de los aportes son truchos. Lo mismo con las cenas, inventaban una ‘cena de recaudación’ y decían que juntaban plata. Mentira, nadie hacía donaciones. La forma de blanquear la plata fue copiar las listas que mandamos a la junta electoral y ponerles montos de hasta 50 mil pesos”. Sostuvo que todo ese dinero era manejado por el intendente de Vicente López, Jorge Macri, y Diego Santilli, junto con la gobernadora bonaerense María Eugenia Vidal y el jefe de campaña en la Provincia, Federico Salvai. "Siempre estuvo Jorge Macri detrás de todo esto. La guita negra se manejaba en Av. Libertador 135 Vicente López en el complejo Al Rio. Ahí tienen un búnker, funciona una municipalidad paralela y hasta hay despacho de Vidal”. Además el excandidato de Cambiemos, ahora arrepentido, señaló que el dinero "proviene de coimas que sacaron de la construcción" de un complejo en Vicente López y que los funcionarios de Cambiemos “se quedaron con los pisos de arriba de una de las torres. Además se usó la “caja política” de la ciudad de Buenos Aires en la campaña, Federico Salvai, Alex Campbell y todos los cercanos a Vidal, se manejaban con plata de "ñoquis" de la Capital Federal y todo lo manejaba el ministro Edgardo Cenzón quien manejaba la plata negra del PRO en Capital”.
Según el periodista Federico Mayol del diario Infobae, en el manejo de los fondos truchos ha estado involucrada la ciudadana estadounidense Annelise Robins, colaboradora de extrema confianza de Macri que administra fondos en el PRO. Robins, dijo el periodista, tuvo bajo su cargo el control de la oficina del tercer piso de la sede partidaria de Balcarce y Belgrano, a 300 metros de Casa Rosada, famosa por su doble pared, luego perfeccionada con cajas de seguridad.

## Denuncias y causas judiciales
La denuncia publicada en el sitio web condujo a tres causas judiciales diferentes: la primera de ellas en manos del fiscal electoral Jorge Di Lello, las otras fueron instruidas una por el juez platense Ernesto Kreplak, —a instancias de una denuncia presentada por la diputada provincial María Teresa García (FPV)—, y la restante por el juez federal Sebastián Casanello. La Cámara Nacional Electoral también puso a trabajar a su cuerpo de auditores para repasar los datos de la campaña de Cambiemos y constatar cualquier irregularidad. La causa por la posible comisión de los delitos de lavado de activos, falsificación de documento, violación de secretos y privacidad, usurpación de identidad y violación de la ley de financiamiento de partidos políticos, investigaba en particular a las autoridades del PRO en la provincia: la gobernadora Vidal, su jefe de Gabinete Federico Salvai, la flamante contadora general María Fernanda Inza y a los intendentes Jorge Macri (Vicente López) y Néstor Grindetti (Lanús).

La estrategia oficial de Cambiemos era intentar quitar de la órbita federal las investigaciones y derivarlas a suelo bonaerense, donde gobierna Vidal, con la intención de anular el delito de blanqueo de activos. 
Finalmente quedaron señalados como responsables María Eugenia Vidal (en su rol de Presidenta del Partido Pro en la Provincia de Buenos Aires) María Fernanda Inza, Gabriel Maximiliano Sahonero y Darío Omar Duarte (responsables económicos del partido), los candidatos Esteban Bullrich, Gladys González, Graciela Ocaña, Héctor "Toty" Flores; y Carla Silvia Chaban y Alfredo Gabriel Irigoin (responsables económicos de la campaña realizada por la citada Alianza Cambiemos).
En septiembre de 2017, el juez federal de Santa Fe, Reinaldo Rodríguez, condenó al político de Cambiemos y excandidato a gobernador Miguel del Sel por irregularidades en el financiamiento de la campaña del PRO en Santa Fe en 2012. Lo encontró culpable de los hechos denunciados y lo condenó a no poder ejercer cargos públicos. Las autoridades del PRO en Santa Fe estaban acusadas de "no poder acreditar debidamente el origen y/o destino de los fondos recibidos" como parte del financiamiento. Según la investigación, los referentes del PRO santafesino no pudieron justificar el origen y destino de unos 300 mil pesos.
En julio de 2018 Osvaldo Marasco, excandidato a intendente de Ituzaingó por Cambiemos, aseguró que las irregularidades en los fondos de las campañas ya existían en 2015, pero “lo de 2017 es de terror porque trabajan sobre gente muy humilde, con planes sociales”. Explicó que “César Torres, mano derecha de Jorge Macri, entregaba la plata en mano en sobres color madera a miles de personas”, quienes recibían el dinero eran personas que oficiaban de fiscales de Cambiemos. La operatoria se concentraba “en un bunker que estaba en Vicente López frente al Complejo al Río, donde tenían oficinas Vidal y Salvai” y que “De ahí empezaron a llamar a los 135 distritos y darles plata a todos los fiscales”. Pedro Robledo tenía a su cargo “manejar el voluntariado” y "pedía a los 135 distritos los nombres y datos de los que iban a fiscalizar para multiplicarlos por la plata y mandársela". Como parte de la maniobra estaba el intendente de Morón, Ramiro Tagliaferro, ex marido de la gobernadora Vidal. Posteriormente afirmó que María Eugenia Vidal "es corrupta. Estoy esperando que me haga juicio por decirlo pero es así. Es corrupta".
Días más tarde, la fundación La Alameda amplió ante el juez Sebastián Casanello la denuncia por lavado de dinero contra Cambiemos aportando nuevos casos de personas que negaron haber realizado aportes financieros. Entre esas personas se encontraban consejeros escolares y jubilados que indicaron que la maniobra también se observó en la última lista que encabezó Elisa Carrió, que también quedaría involucrada.
El 2 de agosto de 2018, el mismo día que el fiscal federal Jorge Di Lello decidió remitir a La Plata la causa por los aportantes truchos de Cambiemos, el procurador interino Eduardo Casal decidió apartar a Hernán Schapiro de la fiscalía que recibió el expediente.

También en agosto de 2018, un informe que fue elevado al juez federal Adolfo Ziulu de la Cámara Nacional Electoral probó la existencia de más de un centenar de aportantes que son beneficiarios de planes sociales, por lo que recomendaba no aprobar el balance presentado por Cambiemos.
El 22 de julio el periodista de La Nación Hugo Alconada Mon informó que en esas mismas elecciones Cambiemos, el Frente para la Victoria y el Frente Renovador) presentaron  7 000 aportantes falsos.
Poco después aparecieron denuncias de que Cambiemos no solo utilizó a beneficiarios de planes sociales para blanquear aportes de campaña. La clase media también proveyó, sin saberlo, decenas y decenas de aportantes falsos a la campaña del oficialismo en la provincia de Buenos Aires (2017) y en la campaña presidencial de Mauricio Macri (2015).
El avance de las investigaciones y las denuncias permitió conocer los mecanismos utilizados en el caso de empresas contratistas. Estas empresas utilizaban los datos personales de algunos de sus empleados y hacían donaciones utilizando sus identidades, sin que los empleados lo supieran y aprobaran. Se identificaron numerosos casos, cuyos aportes sumados superaron los $5 millones. En el período 2015-2018, el grupo de empresas involucradas obtuvieron contratos del estado por una suma total superior a $2500 millones.
En diciembre de 2018, la Cámara Nacional Electoral resolvió que todas las investigaciones del caso se unificaran y pasaran al fuero electoral, resolviendo de este modo la disputa por la competencia. En el fallo se aclaró que  esta determinación "no implica en modo alguno, que pueda afectarse el avance de causas penales".

## Repercusiones
El asunto tuvo repercusiones tanto en el oficialismo (dado que los implicados son parte de la fuerza política gobernante tanto en el país como en las provincias investigadas) como entre el periodismo, organizaciones y dirigentes de la sociedad argentina. 

### Implicancias
En agosto de 2018 el periodista Amorin descubrió que el ministerio de Trabajo, entonces a cargo de Jorge Triaca, transfirió durante 2016 más de $11 millones a la empresa frigorífica Friar, que había presentado documentación según la cual estaba es situación de crisis, con riesgo de quiebra y despidos masivos de trabajadores. Meses más tarde, la empresa aportó en distintos momentos de 2017 un total de $2 millones al PRO nacional, en concepto de "aportes para gastos de desenvolvimiento institucional". En 2017, la empresa fur beneficiada con un incremento en su participación en la cuota Hilton, lo que la ubicó en el segundo puesto entre las empresas exportadoras de carne de Argentina.
Poco después a raíz del caso también aparecieron denuncias sobre aportantes truchos en la campaña de Mauricio Macri 2015, Médicos, trabajadores en relación de dependencia, jubilados, comerciantes y empleados públicos y de empresas contratistas de la Ciudad de Buenos Aires aparecían protagonistas del montaje financiero para justificar fondos en la campaña de las últimas dos elecciones. Se detectaron, además, cuatro casos de aportantes apócrifos a la campaña de Unión PRO en la Ciudad de Buenos Aires, anterior a la conformación de Cambiemos. Entre las empresas que hicieron aportes económicos, hay cuatro compañías de servicios de seguridad y cinco de la construcción que entre 2015 y 2018 obtuvieron importantes contratos con el gobierno nacional, provincial y de la ciudad de Buenos Aires.

### Repercusiones en el oficialismo
La situación tuvo repercusiones en la coalición gobernante que, además del país, también controla el poder ejecutivo de la Provincia de Buenos Aires y de otros distritos. En primer lugar, la gobernadora María Eugenia Vidal, tras 20 días de silencio, se vio obligada a hablar sobre el escándalo. Ese mismo día Vidal designó como contadora general de la provincia de Buenos Aires a María Fernanda Inza, también denunciada penalmente por su presunta participación en la recaudación irregular del PRO. Además Inza fue la tesorera de la campaña legislativa del 2017. A último momento Vidal dio instrucciones a su bloque en el Senado bonaerense de que votase por Inza, el periodista Juan Amorín escribió que Inza “es creadora de las afiliaciones y los aportes falsos de 850 personas pobres en 2017, y es quien designó a su tía de 84 años como responsable en 2015”. La demanda contra Inza fue presentada el 4 de julio. Al día siguiente, Vidal anunció que postularía a Inza para un puesto que dura cuatro años, y que excedía su mandato. Cinco días después de haberla ascendido y ante la reacción pública a dicho nombramiento, Vidal le pidió la renuncia al cargo de contadora general provincial, aunque aclaró que «Ella formó parte del equipo de rendición de campaña, pero más allá de eso hace muchos años trabaja conmigo, la conozco, confío en ella, y no tengo elementos que demuestren su involucramiento en este caso».

Como respuesta, los asesores de la funcionaria que poco tiempo antes habían llegado a la Contaduría General se atrincheraran en las oficinas de esa dependencia.
Paralelamente aparecieron audios que probaban que la estrategia de falsificar avales fue utilizada por Cambiemos en otras provincias. En 2018 el portal de investigación periodística El Destape publicó los audios de Gastón Roma, diputado Nacional de Cambiemos de Tierra del Fuego, donde describía el mecanismo de falsificación utilizado en campaña:

«Se trucharon los avales. Sino, no nos podíamos presentar como candidatos. Porque cuando se hizo la alianza, el PRO si iba solo necesitaba siete avales, que eran mis amigos. Cuando hicimos la alianza con los radicales se integraba el dos por ciento del total del padrón. Nosotros teníamos 490 afiliados. Los radicales tienen cinco mil. Había que juntar 250 fichas. Y lo consensuamos con Pipo Rodríguez. Nosotros le firmamos y él falsificó. Nosotros dijimos 'listo, ninguno de los dos iba a poder juntar los avales'. La noche que lo firmé él (Pipo Rodríguez) sabía que era trucho. Los dos firmamos y le impugnamos a la tercer lista porque eran del FPV, radicales k"».
Audio del diputado del PRO Gastón Roma

La causa sobre aportes truchos en la provincia patagónica quedó radicada en el juzgado Federal de Tierra del Fuego Federal y los propios denunciantes, integrantes del PRO, acusaron al magistrado Federico Calvete de cajonear el expediente. Meses después otro diario neuquino difundió nuevos audios donde el dirigente fueguino Carlos Roma de Cambiemos dijo que un juez le garantizó que no tendría problemas legales y otra serie de audios en los que admite que falsificó avales electorales y diseño facturas truchas para justificar gastos de la campaña en las elecciones de 2015, el lavado de dinero en la campaña y de la complicidad judicial para no investigar a Cambiemos.

«El otro día fui a hablar con un juez en Buenos Aires. Le dije que tengo una denuncia penal por falsificar avales, me dice ´¿Vos sos diputado?´ Sí. ¿Tenés fueros? Sí. Olvidate, no va a prosperar, el expediente va a estar dando vueltas años».
Audio del diputado del PRO Gastón Roma

En el audio se escucha al diputado del PRO relatar cómo falsificó avales para obtener la candidatura que lo convirtió en legislador, cómo se reunió con un juez en Buenos Aires para presionar por la causa penal en la que lo imputaron luego de esa maniobra, y las “mentiras” que dijo el Presidente Mauricio Macri para llegar al poder. Además confesó "¿Pénsas que la política es todo honestidad? [...] ¿Qué dijo Mauricio que iba a hacer los primeros 180 días? ¿Cumplió? [...] Mauricio dijo un montón de cosas que no las va a cumplir nunca, porque si no, no lo votaban".
En julio de 2018 se reveló que también en la provincia de Entre Ríos hubo aportantes truchos a la campaña de Cambiemos, entre ellos personas que no donaron dinero, que viven fuera de la provincia, y el hijo de un intendente de Cambiemos, que figura con dos aportes y negó haberlos realizado. Casos similares se comprobaron en distintas provincias, como Santa Fe, La Pampa, y Tucumán, entre otros casos.
Una investigación del periodista Roberto Navarro dejó al descubierto que Gerardo Morales, gobernador de Jujuy por Cambiemos, desvió casi 5 millones de pesos a través del ministerio de Turismo provincial. La maniobra consistió en simular licitaciones que se asignaban a la firma Reale-Dalla Torre, una consultora privada de asesoramiento y comunicación política ligada a Mauricio Macri, cuyos socios aportaron a la campaña de Cambiemos.

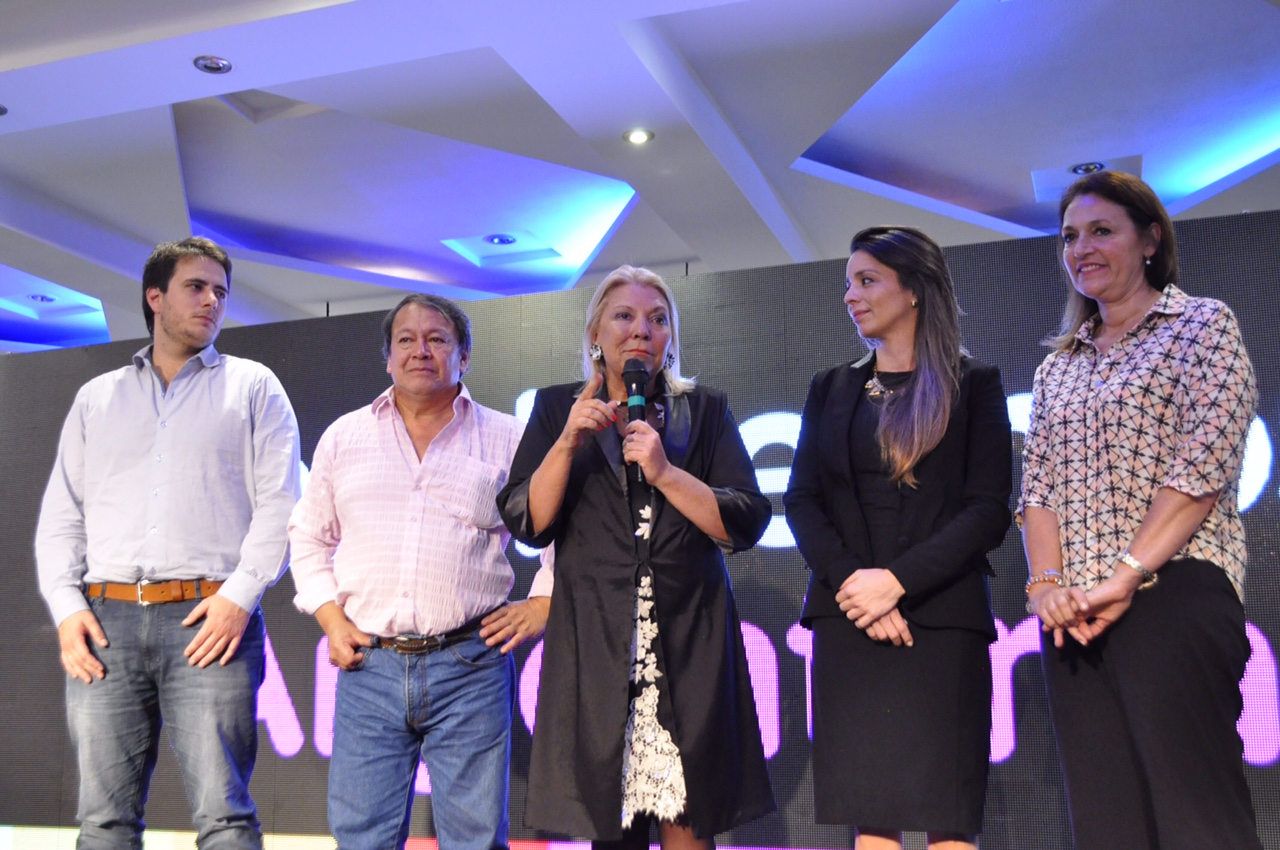
Los candidatos Hernán Reyes, Héctor Flores, Elisa Carrió, Mariana Zuvic y Marcela Campagnoli. (2009)

En la Ciudad de Buenos Aires empleados públicos denunciaron que la lista de Elisa Carrio utilizaba empelados públicos para falsificar y lavar dinero,  empleados de diferentes dependencias del Estado, a nivel nacional, provincial y municipal manifiestan temor ante una posible pérdida de la fuente laboral si sus nombres son puestos a conocimiento de la opinión pública. En lo que respecta a la campaña provincial, se entregaron más casos testigo que “figuran aportando a Esteban Bullrich, Graciela Ocaña y Toty Flores quien figura realizando un aporte de  40.000, pero además se denunciará a Elisa Carrió y a Carmen Polledo”. Decena de  empleados del Gobierno de la Ciudad de Buenos Aires, manifestaron ser víctimas del delito de sustracción de identidad ya que figuran como aportantes privados para la campaña electoral de 2015, pero también para la alianza “Cambiemos Buenos Aires" del año 2017 y de la alianza política “Vamos Juntos” también en 2017, y que llevó como candidatos a las actuales Diputadas Elisa Carrió y María del Carmen Polledo. Los empleados denunciaron conocer un mecanismo implementado reiteradas veces en el tiempo para introducir dinero ilegal y/o de las arcas públicas para financiar diferentes campañas electorales. En ese mecanismo, se introducían falsamente los datos de los empleados del Gobierno de la Ciudad. Los empleados denunciaron además que ese dinero correspondería a dinero de empresas contratistas del Estado y al mismo presupuesto de gobierno y admitieron que en la campaña de Elisa Carrió se generaron una inmensa cantidad de aportantes falsos como en las presidenciales de 2015 y la campaña de 2017 de Cambiemos en la Provincia.

#### Utilización de recursos públicos para contratar abogados
Días después de verse involucrada en el escándalo de los aportantes truchos, se filtró a la prensa que María Eugenia Vidal utilizó fondos públicos para neutralizar la denuncia. Según informaron medios periodísticos, la Provincia de Buenos Aires contrató con dinero del estado provincial los servicios externos del estudio encabezado por Alejandro Pérez Chada,  abogado de Mauricio Macri en Boca Juniors, defensor de Gustavo Arribas, Gabriela Michetti, Juan José Gómez Centurión y Juan José Aranguren, entre otros. 

Luis Hipólito Alén, querellante en la causa, señaló que "La Provincia no está denunciada ni involucrada. La que está metida es María Eugenia Vidal que, si bien es la Gobernadora, no está implicada por su cargo, sino por ser presidenta del PRO y porque la campaña la llevó a ella como cabeza de lista".
Tras mantenerse en silencio varias semanas la gobernadora de la provincia de Buenos Aires, María Eugenia Vidal, culpó a Mauricio Macri por el escándalo de los aportes truchos que se utilizaron para las campañas electorales de la alianza de su gobierno. Al respectó afirmó: "Es más fácil decir que son los aportes truchos de Vidal y no los aportes del frente electoral Cambiemos 2017", dijo Vidal.
En agosto de 2018 todos los testigos que declararon ante Sebastián Casanello confirmaron que no hicieron contribución alguna, y que tampoco se afiliaron al PRO.

### Repercusiones en el periodismo y en la sociedad
La reacción en el periodismo argentino fue dispareja. Mientras algunos medios se dedicaron a informar sobre el escándalo de corrupción, otros medios y periodistas prefirieron obviar el tema. Jorge Lanata no le dio espacio ni tratamiento al asunto, en un intento de minimizarlo. Lanata, considerado afín al gobierno, trató de desprestigiar al periodista Juan Amorin y desacreditar al medio donde trabaja. En tanto Mónica Gutiérrez, considerada afín al macrismo al igual que Lanata, prefirió no mencionar las investigaciones y se justificó diciendo que «no tiene opinión de todo», cuando le consultaron qué pensaba acerca de la investigación de Amorín. Mónica Gutiérrez había sido una de las principales beneficiarias de la multimillonaria pauta estatal. En 2017 apareció en la lista de periodistas "afines al gobierno" que habían sido beneficiados por la vicepresidenta, Gabriela Michetti quien terminó imputada penalmente por el reparto en 30 días de 3.1 millones de pesos bajo la etiqueta de “pauta publicitaria” del Senado, otorgada por contratación directa, y esquivando todos los controles oficiales y sin ningún control administrativo. En tanto el diario Clarín, uno de los de mayor tirada del país, y el canal de pago TN demoraron más de un mes para mencionar el escándalo. Finalmente TN tergiversó la información calificando al escándalo de los aportantes truchos de Cambiemos como "financiamiento K", a pesar de que las denuncias apuntaban a Cambiemos, adversario político del kirchnerismo. 

En el programa Intratables se descalificó al medio que publicó el escándalo, actitud que también adoptó el colaborador del diario La Nación y  conductor de Radio Nacional desde diciembre de 2015 Pablo Mendelevich, que descalificó la información. La periodista Liliana Franco sostuvo que por "prejuicio" no difundieron la investigación de El Destape desde un primer momento.
Varias semanas después, el periodista oficialista Luis Majul admitió que "no hay excusas [para el lavado de dinero]" y que "todo indica que el tema de los aportantes truchos es verdad".
En cuanto a la sociedad civil, el presidente de la Federación Universitaria de Buenos Aires, Julián Asiner, exigió la renuncia de la contadora Inza a su cargo en el Consejo Directivo de la Facultad de Ciencias Económicas de la UBA. El dirigente estudiantil reclamó:

Estamos pidiendo la renuncia de Inza porque es incompatible que una persona que está cuestionada por la propia Gobernadora por haber llevado los aportantes truchos en la campaña de Cambiemos en la Provincia, siga al frente de la Facultad de Ciencias Económicas

El diputado provincial bonaerense Guillermo Kane, del Partido Obrero, señaló en un comunicado:

"Este hecho de corrupción no sólo pone de manifiesto la hipocresía de quienes dijeron que venían a traer la transparencia a la gestión pública, sino que pone al desnudo cómo el conjunto de los partidos políticos patronales se financian de manera espuria, con fondos criminales o aportes empresarios fuera de los límites legales. Las Vidal y Carrió que han abusado del discurso antimafia no dan ahora respuesta alguna sobre el origen de estos fondos.

Karen Arrúa, quien había sido presidenta de los Jóvenes PRO en Esteban Echeverría y renunció al comprobar las medidas económicas del gobierno, denunció intimidaciones a los testigos y señaló que "hay mucho miedo entre los vecinos por el tema de los aportes truchos, están sufriendo intimidaciones". Arrúa afirmó haber sido personalmente intimidada y reveló una serie de casos de personas cercanas sobre las que tenía certeza de que no se habían afiliado ni hecho donaciones de dinero al partido y figuraban en las listas como aportantes.
El juez español Baltazar Garzon fue uno de los primeros magistrados que investigó el escándalo de corrupción por aportes ilegales y reparto de dinero negro a dirigentes del Partido Popular (PP), que años después derivó en la caída del expresidente español Mariano Rajoy. Comparó las causas de la destitución del expresidente español Mariano Rajoy con la investigación por los aportes truchos en la campaña de Cambiemos. Explicó: 

"Un caso como el de los aportantes de Cambiemos ha tenido consecuencias muy graves en España con Rajoy y el PP"

A finales de julio de 2018 la directora de la organización no gubernamental Transparencia Internacional, Delia Ferreira Rubio, que persigue la corrupción política en el ámbito internacional, expresó su preocupación sobre el tema que ya se había convertido en un escándalo de proporciones.

"En España también quisieron colgarle la responsabilidad al contador del partido, pero la sociedad no lo permitió"

El periodista Hugo Alconada Mon en su libro "La raíz de todos los males" que investiga la corrupción en Argentina, reveló que durante la campaña Mauricio Macri pedía a importantes empresarios el 1% de su patrimonio para financiamiento electoral. Posteriormente Alconada Mon ratificó sus dichos ante el juez platense Ernesto Kreplak.
El escándalo produjo un alto nivel de alerta en la ciudadanía, lo que llevó a que se publicaran listados con los nombres de los aportantes a los diferentes partidos políticos.

### Repercusiones en la prensa internacional
El escándalo que inicialmente solo tuvo cobertura de algunos medios locales, llegó a la prensa internacional cuando las denuncias y las investigaciones adquirieron mayor volumen.
La CNN en Español entrevistó a Juan Ignacio Amorín, y poco tiempo después, el enviado del mismo canal Andrés Oppenheimer abordó el tema en una entrevista al presidente Macri. 

LatinAmerican Post cubrió extensamente el tema, la red Telesur se sumó a la difusión del caso tanto en la TV como por sus medios digitales, al igual que la cadena rusa RT, el medio cubano Granma, 
el portal uruguayo El Observador, y en menor medida El País (España).
En agosto de 2018 el caso fue presentado ante el foro anticorrupción celebrado en la ciudad de Alpbach, Austria, donde se reunieron representantes de ONG que trabajan en transparencia política. Analizaron la denuncia de los donantes ilegales a las campañas de Vidal, Carrió y Ocaña. Al respecto se expresó durante el coloquio: 

"María Eugenia Vidal, actual gobernadora de la provincia de Buenos Aires; Elisa Carrió, diputada por la Ciudad, y Graciela Ocaña, diputada por provincia, se muestran y son presentadas en los grandes medios de comunicación argentinos como las corajudas que luchan contra la corrupción. Sin embargo, algo hizo que esto sea cuestionado. Es que se descubrió que las campañas que estas señoras encabezaron, fueron financiadas en base a un claro hecho de corrupción. Ellas y también el presidente argentino, llevaron adelante sus campañas políticas para acceder al Gobierno, a través de un calculado mecanismo ilegal de ocultamiento de millones de pesos a través del robo masivo identidad" 
 Tamara Rosenberg, integrante de la ONG La Alameda.

Diferentes personalidades invitadas por la Pontificia Academia de las Ciencias, disertaron en Austria y dieron como ejemplo las irregularidades éticas del macrismo al momento de reunir dinero ilegal para la política.

## Apartamiento del juez
En enero de 2019 fue apartado de la investigación el juez Sebastián Casanello quien tenía a su cargo la investigación de posibles delitos de falsificación de documentos públicos y lavado de dinero, entre otras figuras. La decisión fue adoptada por Martín Irurzun, juez cercano al gobierno, quien argumentó cuestiones formales y envió la causa nuevamente a sorteo. La sobrina del juez Irurzun, que intervino en el caso, también estaba involucrada en la causa ya que figura como aportante a la campaña electoral de Cambiemos.
En su investigación Casanello decidió enviar a peritar las firmas mediante expertos de la Corte Suprema. La casi totalidad de las fichas de afiliación habían sido falsificadas, por lo que el juez entendía que debía investigar una posible falsedad ideológica y falsificación de documento público.
En el juzgado de Casanello declararon numerosos testigos, aportantes falsos, quienes, en su mayoría, confirmaron ser beneficiarios de planes sociales y corroboraron estar afiliados al PRO en la provincia de Buenos Aires. Según el relevamiento, Sol Irurzun sobrina y socia comercial del juez Martin Irurzun, además de empleada del gobierno de la Ciudad durante la gestión del PRO, figuraba entre las 1417 empleados e la Ciudad que habían financiado la campaña.
El mismo Juez Irurzun, afín al macrismo, ya había derivado otra parte de la investigación a la justicia electoral de La Plata, donde quedarían licuadas las responsabilidades penales. Con la desvinculación de Casanello, se concretó la unificación de todos los tramos de la causa en la justicia electoral platense encabezada por Adolfo Gabino Ziulu. Una semana antes, Irurzun se había reunido con uno de los máximos operadores judiciales del Gobierno, Fabián “Pepín” Rodríguez Simón, quien además es abogado de la familia Macri y diputado del Parlasur por Cambiemos. El periodista Horacio Verbitsky dio a conocer una foto tomada durante esa reunión. Conocido el hecho, se acusó a Elisa Carrió de valerse de Rodríguez Simón para manipular jueces federales cómo Martín Irurzun. El Consejo de la Magistratura solicitó a Irurzun que brindara explicaciones acerca de los motivos y circunstancias de su reunión con el operador del PRO Rodríguez Simón.

## Implicados
- Héctor "Toty" Flores: Integró la fórmula presidencial junto a Elisa Carrió en las elecciones primarias de 2015, que fuera derrotada en la interna del frente Cambiemos por Mauricio Macri. Paralelamente la justicia investigaba los aportes que su yerno detenido por narcotráfico podría haber hecho para financiar su campaña de 2015.[95] Previamente se había postulado como candidato a gobernador de la provincia de Buenos Aires, pero por presiones de Elisa Carrió debió cancelar su candidatura.[96] Flores fue junto con Gladys González, Esteban Bullrich, Graciela Ocaña los candidatos legislativos en la Provincia por Cambiemos en 2017.[97]
- Elisa Carrio: Fiscal General de Chaco durante el Proceso de Reorganización Nacional, diputada nacional en 1995 y 1999 por el Chaco, y en 2005, 2009, y 2013 por la Ciudad de Buenos Aires, formadora de Cambiemos y una de las principales líderes. El excandidato a intendente de Ituzaingó de Cambiemos en 2015, Osvaldo Marasco, aseguró que Carrió tenía conocimiento de la existencia de aportantes «truchos» en las campañas electorales del macrismo, pero que evitó denunciar la maniobra ante la Justicia.[98] Marasco explicó que "había un instructivo que decía cómo hacer para blanquear la plata",[99] y los procedimientos para la distribución de sobres con dinero en efectivo.[100]

El portal periodístico El Destape accedió a un documento que probaba la maniobra de triangulación del dinero a través de empelados públicos montada por el gobierno de Horacio Rodríguez Larreta. El objetivo era destinar a la campaña de Carrió dinero del Estado porteño. A través de la resolución N°91, el Gobierno porteño decidió asignarle unidades retributivas, —un complemento extra salarial que se entrega en forma excepcional—, a unos 22 empleados estatales en distintas áreas. Los montos de las unidades retributivas oscilaron entre los $10.000 y los $120.000. Pero apenas tres meses después, según la Cámara Nacional Electoral, parte de los beneficiarios donaron el dinero a la campaña de Elisa Carrió, en todos los casos en la misma fecha, el mismo monto y de la misma forma, $25.000 en efectivo, con lo que se llegó a una suma de $300.000.
Semanas después empleados públicos porteños "manifestaron ser víctimas del delito de sustracción de identidad", se presentaron nuevos casos de personas que negaron haber realizado aportes financieros: desde consejeros escolares y jubilados hasta concejales. Las víctimas manifiestan temor ante una posible pérdida de la fuente laboral si sus nombres llegaban al conocimiento del público. Los aportantes son empleados de diversos organismos o entidades oficiales, como la Agencia Federal de Ingresos Públicos (AFIP), las fuerzas de seguridad, o la administración de la Ciudad de Buenos Aires. Estas personas manifestaron que figuran como aportantes privados para la campaña electoral de 2015, «pero también para la alianza “Cambiemos Buenos Aires” del año 2017 y de la alianza política “Vamos Juntos” también en 2017, y que llevó como candidatos a las actuales Diputadas Elisa Carrió y María del Carmen Polledo». Los empleados dijeron «conocer un mecanismo implementado reiteradas veces en el tiempo» para introducir dinero ilegal y/o de las arcas públicas para financiar diferentes campañas electorales de Carrió. En ese mecanismo, según la denuncia, se introducían además «falsamente los datos de los empleados del Gobierno de la Ciudad, y los funcionarios responsables de las distintas áreas ministeriales figuran como aportantes».

### Incendios
A fines de julio de 2018 se  produjo un incendio en las oficinas del Anses de Salta, en momentos que se investigaban aportes a las campañas políticas de Cambiemos en todo el país. Las oficinas del organismo se encontraban sin atención al público ya que se estaban realizando trabajos de refacción. Fueron afectados por las llamas legajos, expedientes y otros documentos personales. A raíz del incendio podría haberse perdido material informático de interés, además de la documentación en papel que el organismo tiene en sus archivos, levantando sospechas de que el incendio estuviese relacionado con los aportantes «truchos» de Cambiemos y que en el incendio se hubieran perdido datos importantes para la causa.
Casi simultáneamente se produjo un incendio en la sede del Banco Nación en la ciudad de Bahía Blanca, donde se encontraban documentos relevantes sobre los aportantes «truchos» de la campaña de la gobernadora María Eugenia Vidal.
Parte de la prensa relacionó ambos incendios con el incendio de Iron Mountain ocurrido en 2014 que costó la vida a 9 bomberos y donde se perdieron documentos comprometedores para el entonces jefe de Gobierno, Mauricio Macri y para algunas entidades financieras como el JP Morgan y el HSBC.